# البقبقة (وشحة)

تعديل مصدري - تعديل

البقبقة هي إحدى قرى عزلة بني سعد بمديرية وشحة التابعة لمحافظة حجة، بلغ تعداد سكانها 180 نسمة حسب تعداد اليمن لعام 2004.